# Zoom Video Communications
|  | Per a altres significats, vegeu «Zoom (desambiguació)». |

Zoom Video Communications és una empresa tecnològica de comunicacions amb seu a San José, Califòrnia. És coneguda pel seu programari de videoconferències i reunions virtuals anomenat Zoom i Zoom App, Zoom Video, etc. L'aplicació Zoom és accessible des de computadores d'escriptori, computadores portàtils, telèfons intel·ligents i tauletes.
Zoom es va popularitzar durant el mes d'abril de 2020, durant la pandèmia pel coronavirus. Va passar de tenir 10 milions d'usuaris actius el 2019, a més de 300 milions a finals d'abril. Abans de l'expansió del coronavirus, les accions de la companyia tenien un valor de 70 dòlars; el 23 de març de 2020 valien 160 dòlars, és a dir, una capitalització total superior als 44.000 milions de dòlars. El principal accionista de Zoom, Eric Yuan, a partir de la pandèmia, apareix en la llista de les persones més riques del món, amb una fortuna valorada en uns 5.500 milions de dòlars.
Malgrat l'èxit mundial, l'ús de Zoom ha estat prohibit per molts governs i empreses pels riscos de privadesa i seguretat. Així mateix, des de finals d'abril de 2020 els usuaris amb una subscripció comercial de Zoom, per exemple, tenen l'opció que les seves trucades no passin per la Xina. A finalitats de maig de 2020, Zoom va anunciar que les trucades dels qui paguin per una subscripció comercial eren encriptades (amb la finalitat de fer-los inintel·ligibles a receptors no autoritzats). Les trucades dels qui no paguen no estan protegides.

## Història
Zoom va ser fundada per Eric Yuan, exvicepresident de Cisco Webex, que va deixar Cisco el 2011 per iniciar Zoom amb l'ajut de 40 enginyers. Zoom va llançar una versió preliminar pel setembre de 2012 que podria fer possible conferències de fins a 15 participants. El gener de 2013, la companyia va recaptar 6 milions de dòlars en una ronda d'inversions per part de Qualcomm Ventures, Jerry Yang, el fundador de WebEx Subrah Iyar i el conseller de Cisco, Dan Scheinman, llançant la versió 1.0 del programa, amb un augment en el nombre de participants per conferència fins a 25 ususaris. Al final del seu primer mes, Zoom tenia 400.000 usuaris i el maig de 2013 assolia 1 milió d'usuaris.
El 18 d'abril de 2019, l'empresa es va convertir en una empresa cotitzada en borsa aconseguint una valorització de 16 mil milions de dòlars en el seu primer dia de negociació.
Durant la pandèmia del COVID-19, a causa de l'obligació de distanciament social, molts van començar a utilitzar Zoom com a plataforma per a teletreball, educació a distància, i per a les relacions personals en línia. Moltes institucions educatives van canviar i feien les classes en línia usant Zoom. En molts països, la companyia va oferir els seus serveis de franc a escoles primàries.
El febrer de 2020, Zoom havia guanyat 2,2 milions d'usuaris, més usuaris que en tot el 2019. En un dia del mes de març de 2020, l'aplicació Zoom es va descarregar 343.000 vegades amb aproximadament el 18 % d'aquestes descàrregues originades als Estats Units. La mitjana d'usuaris diaris van augmentar d'aproximadament 10 milions el desembre de 2019 a aproximadament 200 milions el març de 2020. Això va portar a un augment significatiu en el preu de les accions de la companyia a principis de 2020, malgrat una caiguda general del mercat de valors.

## Crítiques
Zoom ha estat criticat per "falles de seguretat i males eleccions de disseny" que han resultat en un major escrutini del seu programari. A l'abril de 2020, el CEO Yuan es va disculpar pels problemes de seguretat, al·legant que alguns dels problemes eren el resultat que Zoom havia estat dissenyat per a "grans institucions amb ple suport de TU". Zoom va respondre ràpidament, acordant @centrar la privadesa de les dades i emetre un informe de transparència.

### Privadesa
Segons llocs especialitzats en tecnologia, Zoom recol·lecta dades de l'usuari i els transmet a Facebook, fins i tot si l'usuari manca de compte en aquesta última. Així mateix, es fa de la informació de l'usuari encara que no hagin creat un compte Zoom. Aquestes dades s'envien al fabricador Zoom Video Communications i inclouen, per exemple: dades personals, adreces de correu, telèfons, dades de l'empresa, perfil de Facebook, etc
A més, Zoom recol·lecta, emmagatzema i comparteix amb tercers els noms de tots els participants de cada trucada o videoconferència, els enregistraments, les pissarres compartides, els arxius i missatges enviats durant les trucades. En àmbits laborals, Zoom reporta a l'ocupador si l'usuari està parant esment. La Electronic Frontier Foundation va advertir que qualsevol administrador pot unir-se a qualsevol trucada corporativa o institucional sense advertiment ni consentiment dels participants.
The New York Times va descobrir que en entrar els usuaris a una conferència, la plataforma enviava les seves dades a un sistema dissenyat per aparellar-los amb perfils de LinkedIn. Aquells que fossin subscriptors d'un producte corporatiu anomenat "LinkedIn Sales Navigator" els apareixia llavors un enllaç sobre la imatge de cada participant amb accés a totes les seves dades de LinkedIn, sense que el participant de Zoom s'assabentés, fins i tot si aquest s'havia donat d'alta en la conferència com a "Anònim" o com a "No estic aquí". El periòdic va descobrir que, fins i tot les dades d'escolars eren enviats a l'eina de mineria de dades de LinkedIn.

### Seguretat
ESET va advertir sobre el risc d'ús de "qualsevol tipus de sistemes de teleconferència gratuïts", després de testificar per una trucada com a víctiamade zoombombing.
El FBI (la policia federal dels Estats Units) va advertir sobre el segrest de videoconferències i de teleaulas, fenomen que va denominar zoombombing. El senador nord-americà Richard Blumenthal va escriure al gerent general de Zoom, Eric Yuan, exigint respostes sobre la "història preocupant d'hàbits de disseny de programació i errors de seguretat" de la companyia. La fiscal de l'Estat de Nova York va iniciar una recerca sobre la seguretat i privadesa de Zoom, que va posar fi a un acord que compromet a Zoom a millorar i informar a la fiscal sobre les seves mesures de seguretat durant tres anys.
Zoom va admetre que una part de les trucades en altres països es "enroutaren" a través dels seus servidors a la Xina, sense indicar-ne quin percentatge. Com les trucades no anaven encriptades d'usuari a usuari, sinó solament entre usuaris i Zoom, les trucades van quedar, per la llei xinesa, obertes al govern d'aquest país.
El 23 de març de 2020, certs hackers van descobrir que, a causa que Zoom converteix automàticament els enllaços enviats als participants en les videotrucades, aquestes immediatament es transformen en un vector al que els lladres "poden accedir a recursos de xarxa compartits com, per exemple, amb servidors de Exchange i dispositius de magatzematge", és a dir, dispositius compartits com discos durs, impressores, carpetes compartides i altres elements.
L'abril de 2020 va transcendir que tercers aliens (hackers, lladres, etc.) poden entrar a qualsevol conferència zoom i gravar el vídeo dels participants sense que els usuaris s'adonin d'això, fins i tot si l'organitzador de la reunió ha deshabilitat els enregistraments.

#### Encriptació
Aquesta companyia pot realitzar el xifrat de videoconferències d'extrem a extrem, però només això estarà disponible per als comptes de pagament, la qual cosa podrà ser un risc de seguretat per als comptes gratuïts ja que el seu contingut podrà ser controlat per agències de seguretat o hackers informàtics.

#### Control del govern xinès
El compte d'Humanitarian China, una entitat que advoca pels drets humans i amb seu a Sant Francisco, Califòrnia, va ser cancel·lada per Zoom Video Communications després que Humanitarian va organitzar una commemoració de la massacre de Tiananmen a Pequín el 1989. Si bé el compte va ser reactivat posteriorment a la difusió de la notícia en els mitjans de comunicació, Zoom va al·legar que va cancel·lar el compte nord-americà per "complir amb les lleis locals" (de la Xina). El Washington Post va informar d'altres cancel·lacions similars per part de Zoom.

### Prohibicions
El Ministeri de Defensa del Regne Unit va prohibir l'ús de Zoom el març de 2020. D'igual manera, l'abril del mateix any ho han prohibit les empreses nord-americanes SpaceX, Tesla, Bank of America; les europees Siemens AG, Ericsson, Daimler AG, Standard Chartered, NXP Semiconductors NV; i la filipina Smart Communications.
Durant el mes l'abril, ho van prohibir entitats públiques com la NASA, els governs de la Taiwan, i de l'Índia, la Força de Defensa Australiana, el Ministeri d'Afers exteriors d'Alemanya el Servei Nacional de Salut del Regne Unit i les escoles de Singapur, les del Comtat Clark, a Nevada, i les de Berkeley, a Califòrnia i a la ciutat de Nova York.
La prohibició a les escoles de Nova York va acabar el 6 de maig de 2020; però, les escoles no poden usar el Zoom genèric disponible al públic, sinó una versió especial que inclou certes proteccions com, per exemple, que únicament els professors poden compartir pantalla o convidar estudiants a les reunions.
Si bé el govern del Canadà no ha prohibit Zoom, tampoc ho ha aprovat "per a cap intercanvi que requereixi comunicacions segures." La Universitat de Wisconsin-Madison va advertir que no pot usar-se per discutir material delicat, restringit, o d'ús intern. El Servei d'Immigració i Control de Duanes dels Estats Units va prohibir als empleats i proveïdors instal·lar el Zoom disponible al públic, però els permet usar la versió governamental del mateix.
El Senat dels Estats Units no ha prohibit Zoom, però ha advertit a tots els senadors que no han d'usar-ho.

## Zoombombing
Quan en una videoconferència Zoom, inesperadament, un participant envia a tot el grup materials pornogràfics o ofensius, en anglès al fenomen se l'anomena zoombombing (literalment, "bombardeig de Zoom"). Per exemple, en una trucada de Chipotle Together el març de 2020, un participant va enviar pornografia a centenars de teleconferenciants i, per aquest motiu, Chipotle va abandonar Zoom i es va passar a Together, d'Instagram. Zoom ha publicat una guia per ajudar a prevenir el problema, que s'ha presentat tant en esdeveniments educatius com comercials.
Per participar en una teleconferència es necessita un codi i, sovint, a més, una clau. Les claus es publiquen en fòrums d'internet on alguns usuaris comparteixen els seus accessos. Les claus són publicades per estudiants i altres interessats en desestabilitzar les seves pròpies institucions.